# Delinquenz
Delinquenz (lateinisch delinquere „sich vergehen“) ist die Neigung, vornehmlich rechtliche Grenzen zu überschreiten, das heißt, straffällig zu werden.

## Geschichte
Nach der Kriminologin Terrie E. Moffitt (* 1955) ist zu unterscheiden zwischen persistenter Delinquenz mit Beginn im Kindesalter und meist vorübergehender Jugenddelinquenz.
Gelegentlich erfolgt eine Unterscheidung zwischen „Delinquenz“ (alle Altersgruppen, auch Kinder) und „straffällig werden“ (ab 14, da damit das Alter beginnt, ab dem Menschen in Deutschland und Österreich strafmündig werden können im Sinn einer Verfolgung durch Polizei, Staatsanwaltschaft und Gerichte).
Delinquenz als juristisches Phänomen sollte abgegrenzt werden von dem in der soziologischen und psychologischen Literatur über Delinquenz und Kriminalität ebenfalls häufig auftauchenden Begriff Devianz. Letzterer bezeichnet „abweichendes Verhalten“ im Allgemeinen, also auch Phänomene wie Anorexia nervosa oder Bulimie.